# Bernhard II. (Werle)
Bernhard II., Herr zu Werle [-Güstrow] (* um 1320; † zwischen 16. Januar und 13. April 1382) war von 1339 bis 1347 Herr zu Werle-Güstrow, ab 1347 bis 1382 Herr zu Werle-Waren und ab 1374 auch Herr zu Werle-Goldberg.
Er war der jüngste Sohn von Johann II. von Werle [-Güstrow] und Mechthild.
Nach dem Tod des Vaters im Jahr 1337 regierte erst sein Bruder Nikolaus III. allein und ab 1339 bis 1347 zusammen mit Bernhard. Am 14. Juli 1347 teilen sie die Herrschaft und Bernhard übernimmt den Teil Werle-Waren. Nach dem Tod Johann IV. von Werle [-Goldberg] im Jahr 1374 übernimmt er auch die Regentschaft. Am 16. Januar 1382 wurde er letztmals als lebend urkundlich erwähnt.
Er war seit 1341 mit Elisabeth († zwischen 1391 und 1410), der Tochter Johann des Milden von Holstein-Plön, verheiratet.

## Kinder
- Johann VI. von Werle [-Waren]
- Mirislava von Werle [-Waren], Nonne
- Mechthild von Werle [-Waren] ⚭ 26. Februar 1377 Heinrich III. dem Hänger